# Consolation à Idalie
La Consolation à Idalie est un poème de Tristan L'Hermite, publié dans le recueil des Plaintes d'Acante en 1633, puis intégré dans le recueil des Amours en 1638.

## Présentation

### Texte
La Consolation à Idalie est composée de huit quatrains en alexandrins : 
Sitôt que notre esprit raisonne tant soit peu,

En l'Avril de nos ans, en l'âge le plus tendre,

Nous rencontrons l'amour qui met nos cœurs en feu,

Puis nous trouvons la mort qui met nos corps en cendre.

Le temps qui, sans repos, va d'un pas si léger,

Emporte avecque lui toutes les belles choses ;

C'est pour nous avertir de le bien ménager

Et faire des bouquets en la saison des roses.

### Publication
La Consolation à Idalie fait partie du recueil des Plaintes d'Acante en 1633. Le poème est intégré dans le recueil des Amours en 1638.

## Postérité

### Éditions nouvelles
Dans son édition des Plaintes d'Acante, en 1909, Jacques Madeleine donne une première édition moderne de la Consolation à Idalie. La même année, Adolphe van Bever le reproduit dans la collection « Les plus belles pages » pour le Mercure de France. En 1925, Pierre Camo publie une réédition intégrale des Amours. En 1960, Amédée Carriat retient le poème  dans son Choix de pages de toute l'œuvre en vers et en prose de Tristan. En 1962, Philip Wadsworth le reprend dans son choix de Poésies de Tristan pour Pierre Seghers.

### Analyse
Tristan L'Hermite « avait beaucoup d'admiration pour Malherbe, sans pour cela en devenir le disciple. Sa belle Consolation à Idalie montre que, tout en exploitant des souvenirs de Ronsard, il savait écrire avec une fermeté et une rigueur toutes malherbiennes ».

### Œuvres complètes
- Jean-Pierre Chauveau et al., Tristan L'Hermite, Œuvres complètes (tome II) : Poésie I, Paris, Honoré Champion, coll. « Sources classiques » (no 41), 2002, 576 p. (ISBN 978-2-745-30606-7)

### Anthologies
- Pierre Camo (préface et notes), Les Amours et autres poésies choisies, Paris, Garnier Frères, 1925, XXVII-311 p.
- Amédée Carriat (présentation et annotations), Tristan L'Hermite : Choix de pages, Limoges, Éditions Rougerie, 1960, 264 p.
- Jacques Madeleine (introduction, notes et analyse), Les Plaintes d'Acante et autres œuvres, Paris, Édouard Cornély & Cie, 1909, XXXI-242 p. (lire en ligne)
- Philip Wadsworth (présentation et notes), Tristan L'Hermite : Poésies, Paris, Pierre Seghers, 1962, 150 p.

### Ouvrages cités
- Napoléon-Maurice Bernardin, Un Précurseur de Racine : Tristan L'Hermite, sieur du Solier (1601-1655), sa famille, sa vie, ses œuvres, Paris, Alphonse Picard, 1895, XI-632 p.
- Amédée Carriat, Tristan, ou L'éloge d'un poète, Limoges, Éditions Rougerie, 1955, 146 p.